# Letschin
Letschin è un comune di 3 879 abitanti del Brandeburgo, in Germania.

Appartiene al circondario del Märkisch-Oderland.

## Società

### Evoluzione demografica
- Sviluppo della popolazione dal 1875 entro gli attuali confini (Linea Blu: Popolazione; Linea puntata: Confronto dello sviluppo della popolazione dello Stato del Brandenburgo; Sfondo grigio: Ai tempi del governo nazista; Sfondo rosso: Al tempo del governo comunista)
- Sviluppo recente della popolazione (Linea blu) e previsioni

| Anno | Abitanti |
| ---- | -------- |
| 1875 | 13 357   |
| 1890 | 11 550   |
| 1910 | 10 551   |
| 1925 | 10 413   |
| 1939 | 9 470    |
| 1946 | 8 819    |
| 1950 | 10 311   |
| 1964 | 8 299    |

| Anno | Abitanti |
| ---- | -------- |
| 1971 | 7 883    |
| 1981 | 6 480    |
| 1985 | 6 275    |
| 1990 | 6 133    |
| 1995 | 5 588    |
| 2000 | 5 332    |
| 2005 | 4 785    |
| 2010 | 4 329    |

| Anno | Abitanti |
| ---- | -------- |
| 2015 | 4 035    |
| 2016 | 4 003    |
| 2017 | 3 967    |
| 2018 | 3 987    |
| 2019 | 3 975    |
| 2020 | 3 978    |

Fonti dei dati sono nel dettaglio nelle Wikimedia Commons..

## Geografia antropica

### Suddivisioni amministrative
Il comune di Letschin è suddiviso nelle seguenti frazioni (Ortsteil):
- Gieshof-Zelliner Loose
- Groß Neuendorf
- Kiehnwerder (con le località di Kiehnwerder e Neu Rosenthal)
- Kienitz (con le località di Kienitz e Kienitz/Nord)
- Letschin (con le località di Forstacker, Letschin, Solikante e Wilhelmsaue)
- Neubarnim
- Ortwig (con le località di Ortwig e Ortwig Graben)
- Sietzing (con le località di Klein Neuendorf, Posedin e Sietzing)
- Sophienthal (con le località di Sophienthal, Sydowswiese e Rehfeld)
- Steintoch (con le località di Steintoch, Voßberg e Wollup)

## Amministrazione

### Gemellaggi
Letschin è gemellata con:
- Pszczew, dal 2002
- Boleszkowice, dal 2005